# Legion of Honor (Museum)

California Palace of the Legion of Honor, San Francisco

Das Kunstmuseum Legion of Honor war lange Zeit unter dem Namen California Palace of the Legion of Honor bekannt. Heute gehört es – zusammen mit dem De Young Museum – zum Verbund der Fine Arts Museums of San Francisco. Das Gebäude des Legion of Honor befindet sich im Lincoln Park, an der nordwestlichen Ecke von San Francisco, Kalifornien.

## Geschichte
Die Gründung des Museums entsprang einer Initiative von Alma de Bretteville Spreckels, Ehefrau des wohlhabenden Zucker-Fabrikanten Adolph B. Spreckels. Beim Besuch der Panama-Pacific International Exposition, die 1915 in San Francisco stattfand, war Alma de Bretteville Spreckels derart vom französischen Pavillon auf dem Ausstellungsgelände beeindruckt, dass sie ab 1915 das Ziel verfolgte, ein Kunstmuseum in San Francisco einzurichten, dessen Gebäude ein exakter Nachbau jenes französischen Pavillons sein sollte. Der Name des Museums Legion of Honor ist eine Anspielung auf den Ursprung des Gebäudeentwurfs: Der französische Pavillon der Panama-Pacific International Exposition war seinerseits angelehnt an den Entwurf des Palais de la Légion d’honneur in Paris, errichtet von 1782 bis 1787. Der französische Pavillon auf der Panama-Pacific International Exposition von 1915 war ein Entwurf der Architekten George Applegarth and Henri Guillaume. Für das Museumsgebäude des Legion of Honor wurden die Pläne von Applegarth und Guillaume erneut verwendet, mit Erlaubnis der französischen Regierung. Das Gebäude des Legion of Honor entstand zwischen 1921 und 1924. Der Museumsbau und die ursprüngliche Sammlung waren ein Geschenk der Eheleute Spreckels an die Stadt San Francisco.

## Sammlung
Ein Schwerpunkt der Sammlung ist die Kunst der Antike. Die ältesten Objekte stammen aus der Zeit um 4000 vor Christus. Darüber hinaus besitzt das Museum Legion of Honor eine große Anzahl von Werken der Europäischen Kunst vom Mittelalter bist zur Gegenwart. Das Museum ist Standort der umfangreichsten Sammlung von Papierarbeiten in den USA, der Achenbach Foundation for Graphic Arts (AFGA). Neben Werken der Bildenden Kunst besitzt das Museum auch Objekte aus dem Bereich des Kunsthandwerks, wie zum Beispiel Essgeschirr, Kleidung, Schmuck und Möbel aus verschiedenen Jahrhunderten. In der Sammlung des Museums befindet sich auch ein Abguss einer sehr bekannten Bronzeplastik: der Denker (ca. 1880) von Auguste Rodin.

### Bildergalerie Antike Kunst

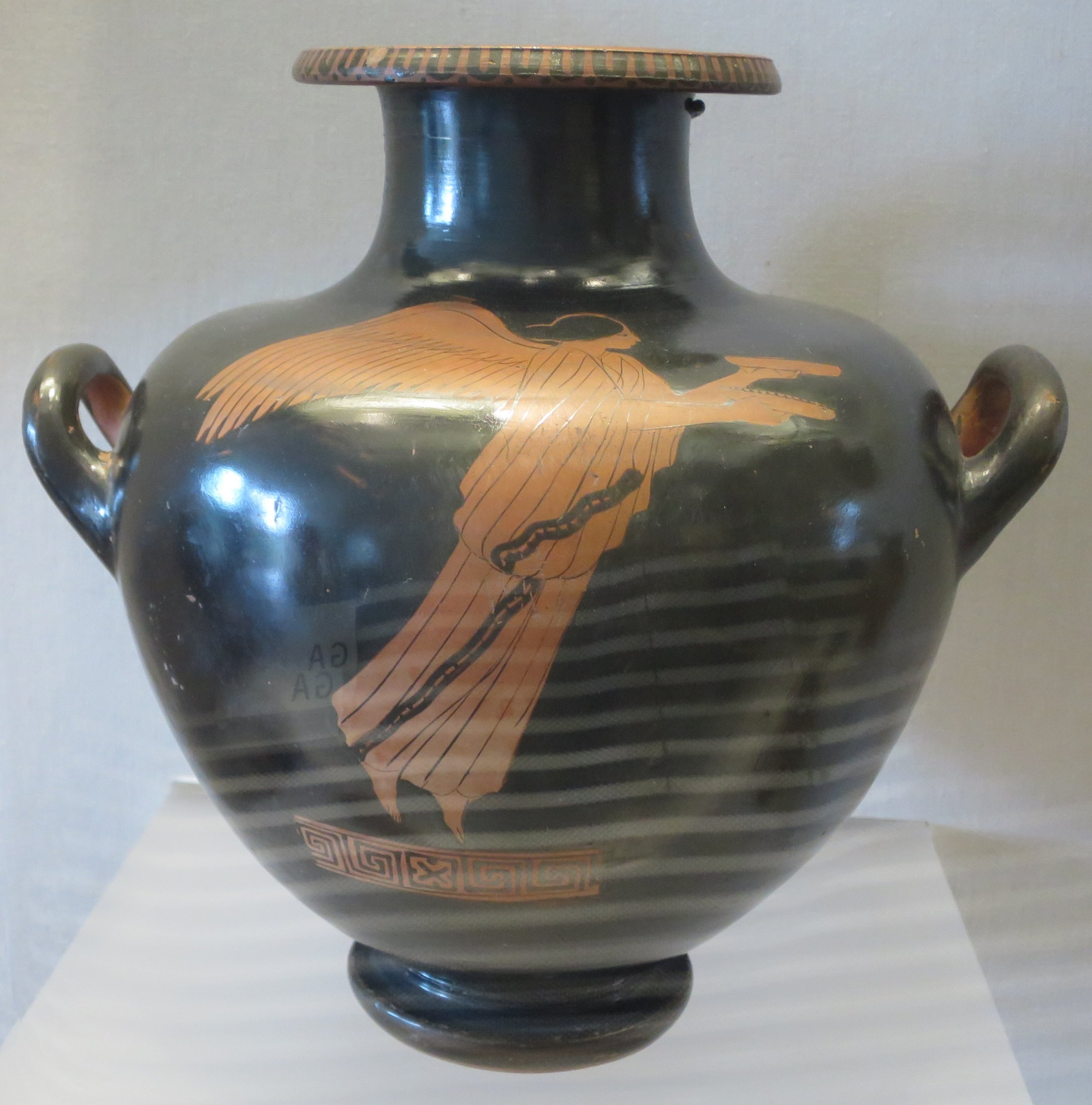
Griechische Antike: Vase, ca. 475–450 v. Chr.
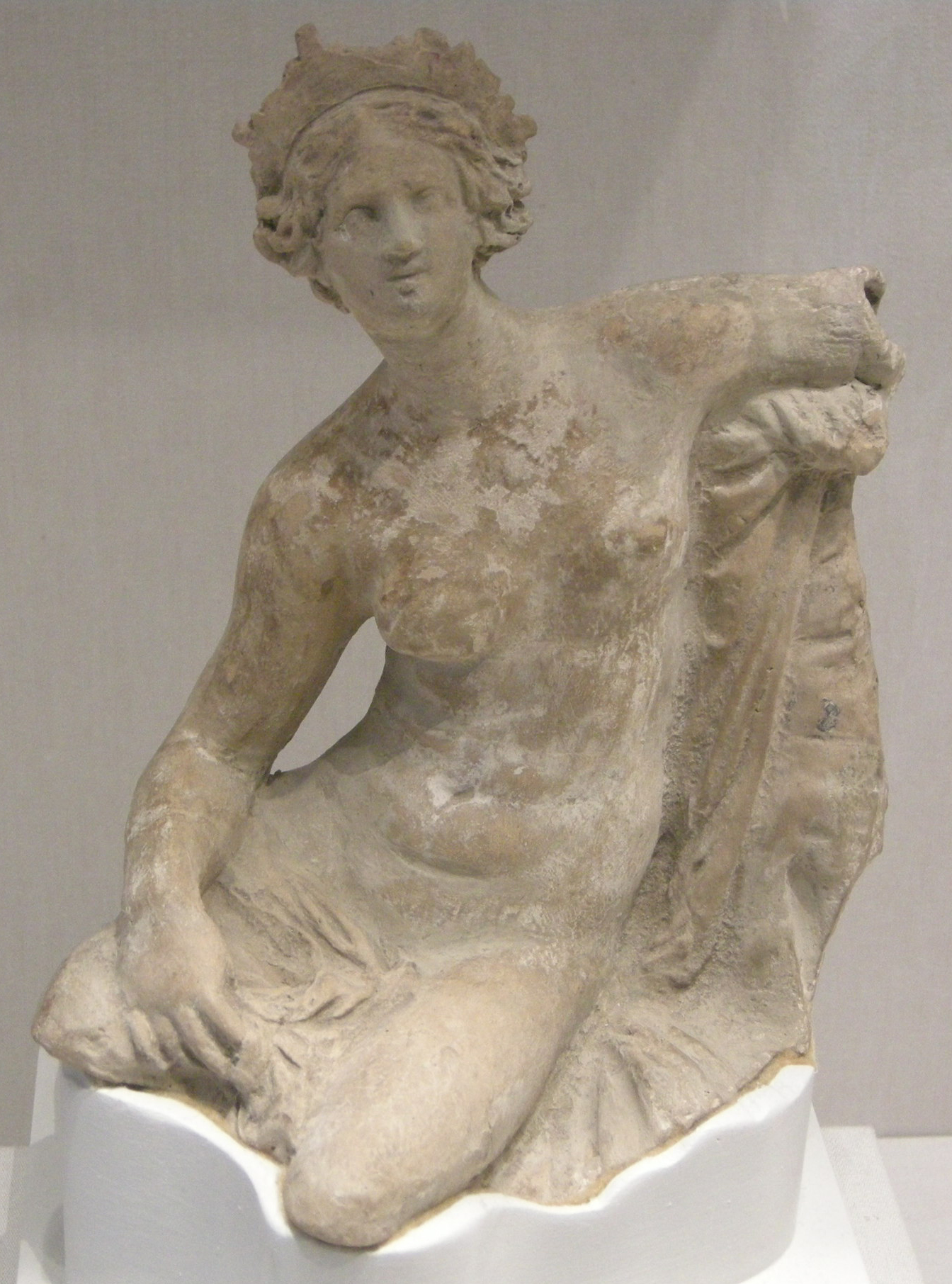
Griechische Antike: Aphrodite-Statue, ca. 3. Jh. v. Chr.
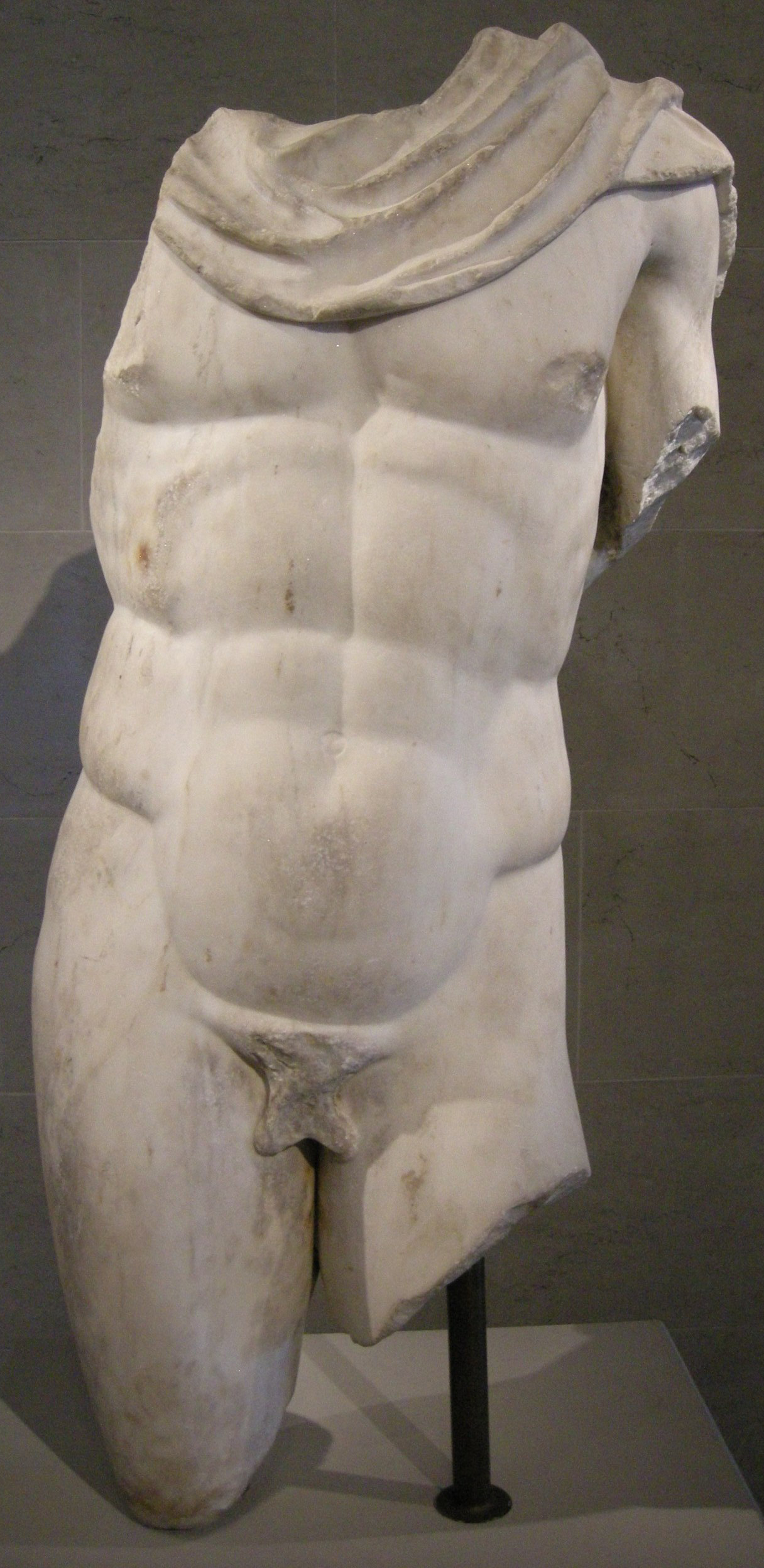
Römische Antike: Torso einer Hermes-Statue, 2. Jh.
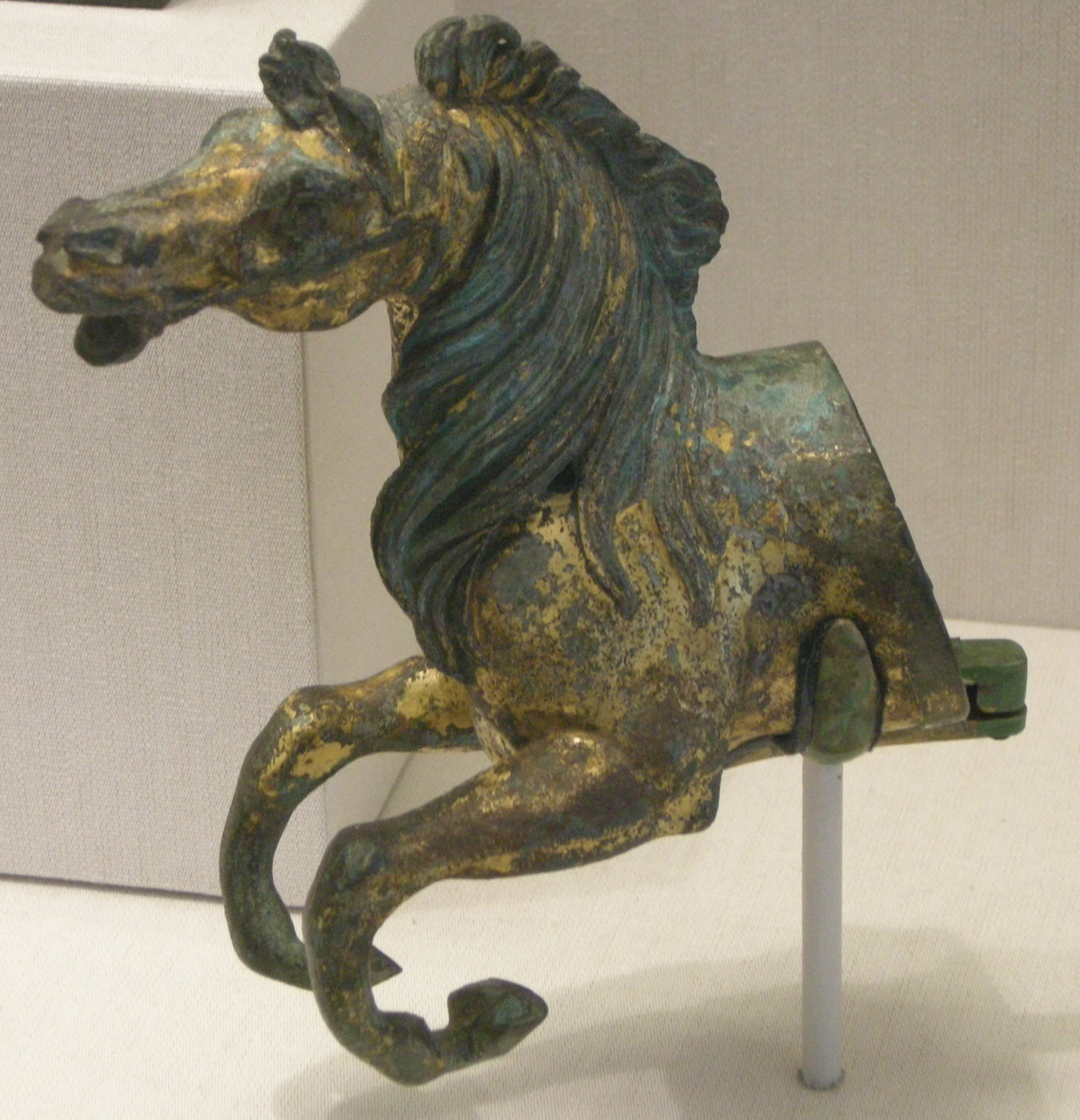
Römische Antike: Pferdefigur, 1.–3. Jh.
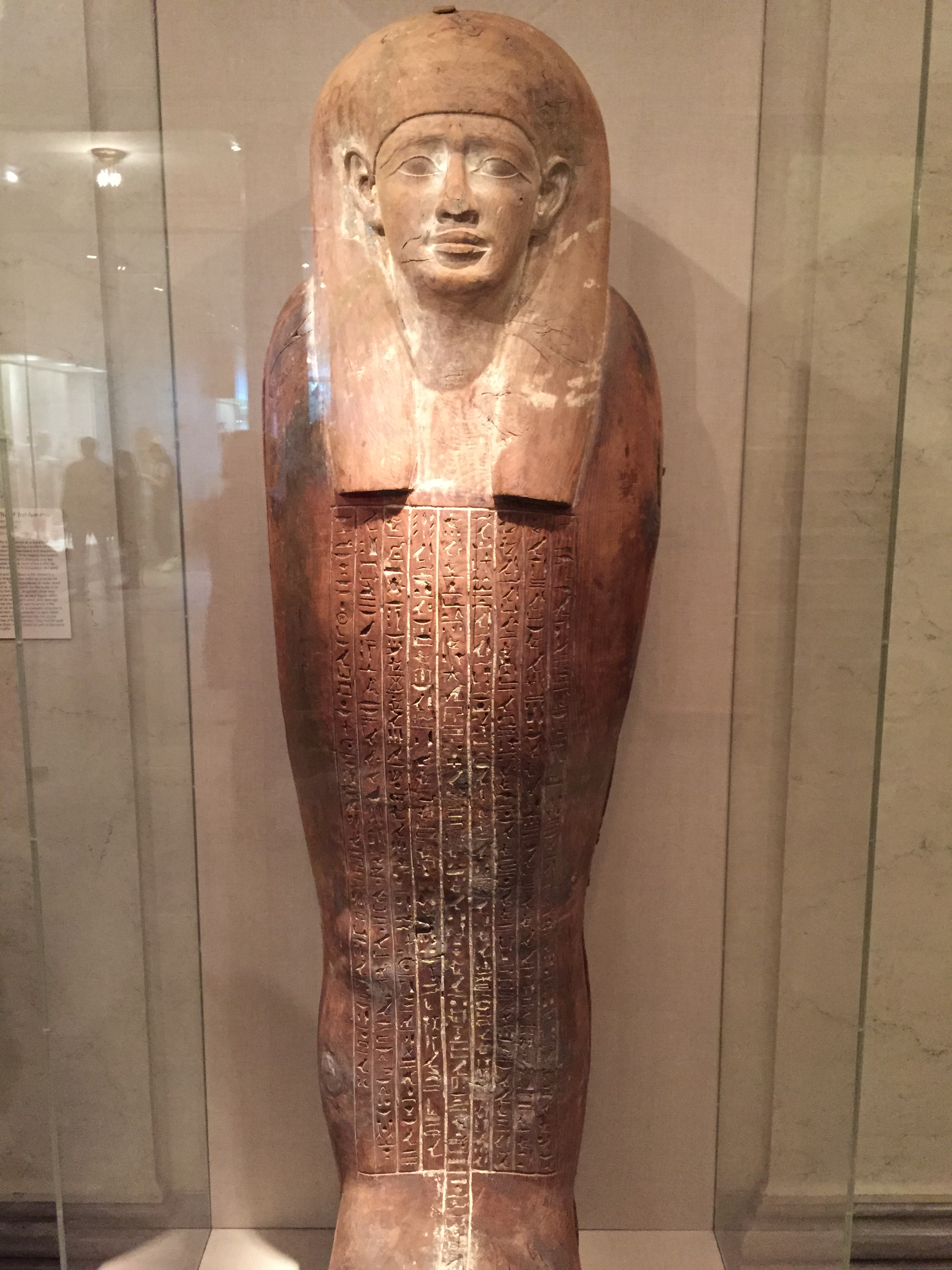
Ägyptische Antike: Sarkophag des Iret-Hor-Irou, 30. Dynastie, 380–343 v. Chr.
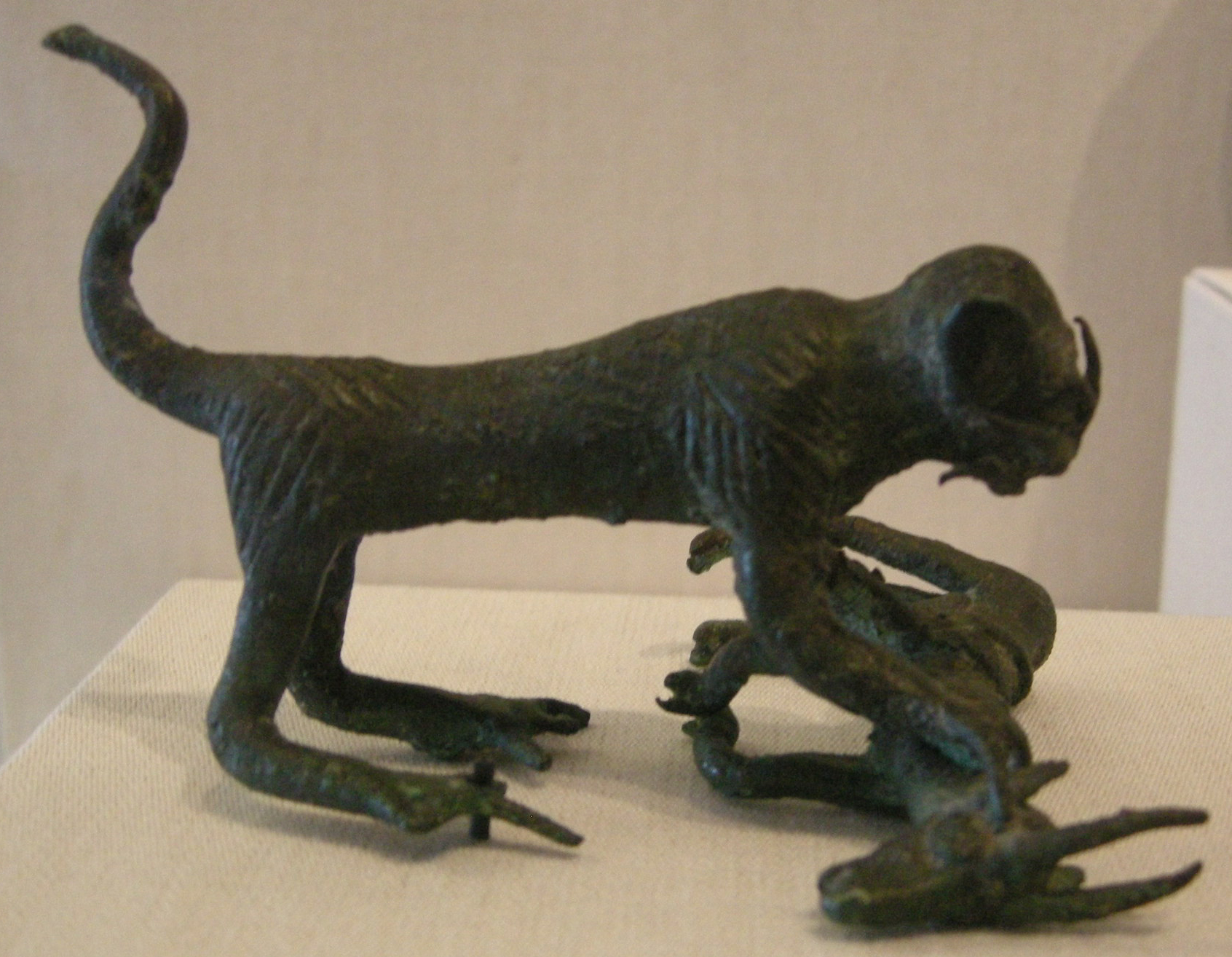
Antikes Objekt aus China: Figur, Yunnan 1.–2. Jh. v. Chr
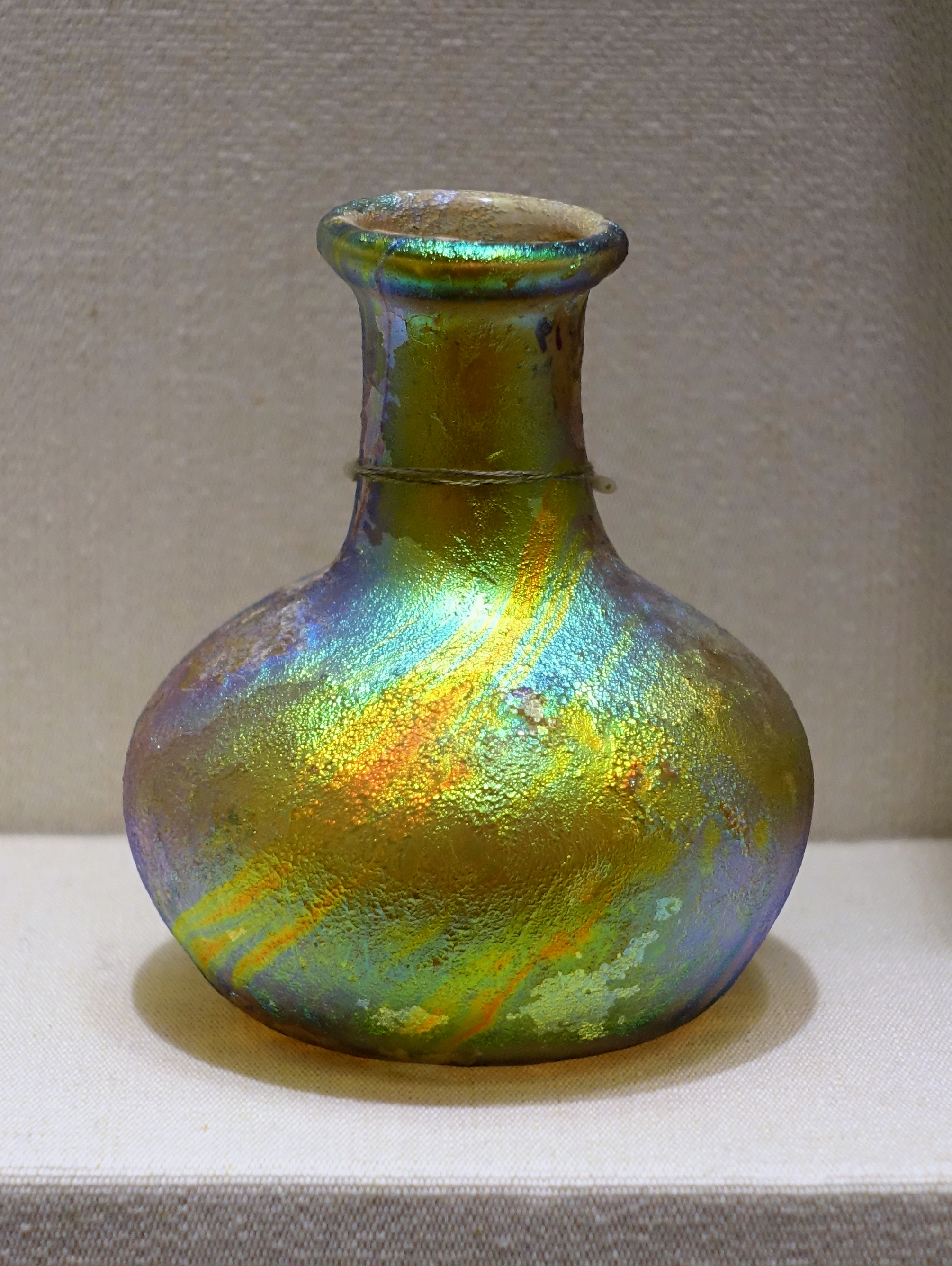
Antikes Objekt aus dem Nahen Osten: Vase aus Glas, 1. Jh.

### Bildergalerie Europäische Kunst 17.–20. Jh.

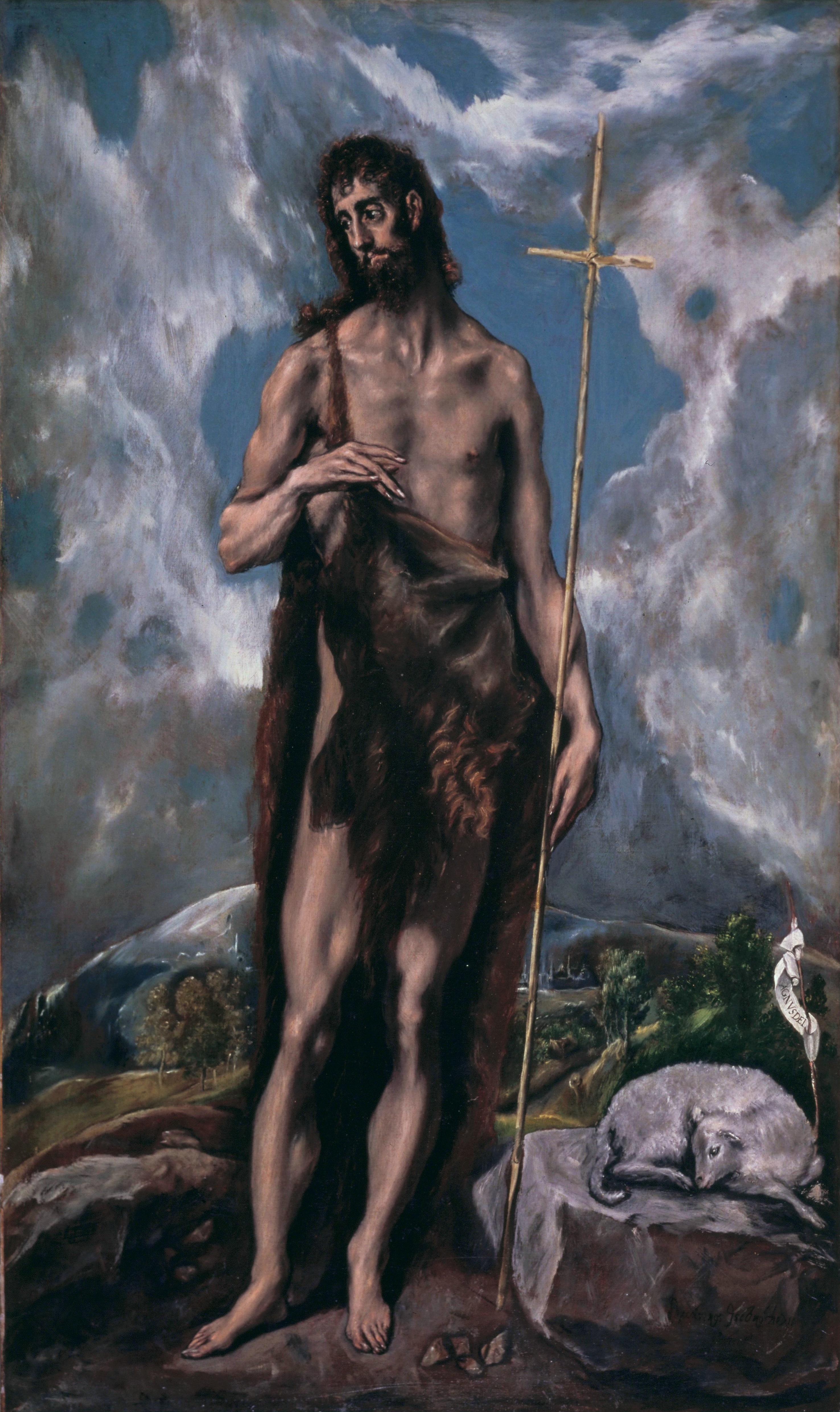
El Greco, Johannes der Täufer, ca. 1600
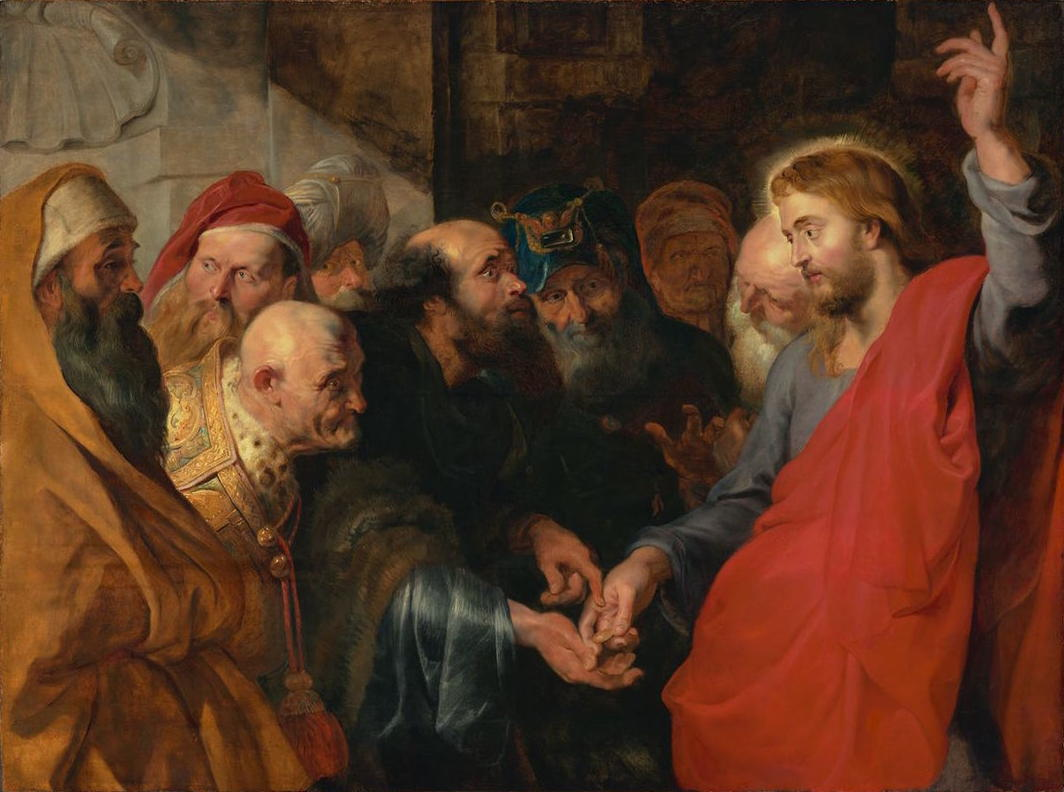
Peter Paul Rubens, Der Zinsgroschen, ca. 1610–1615
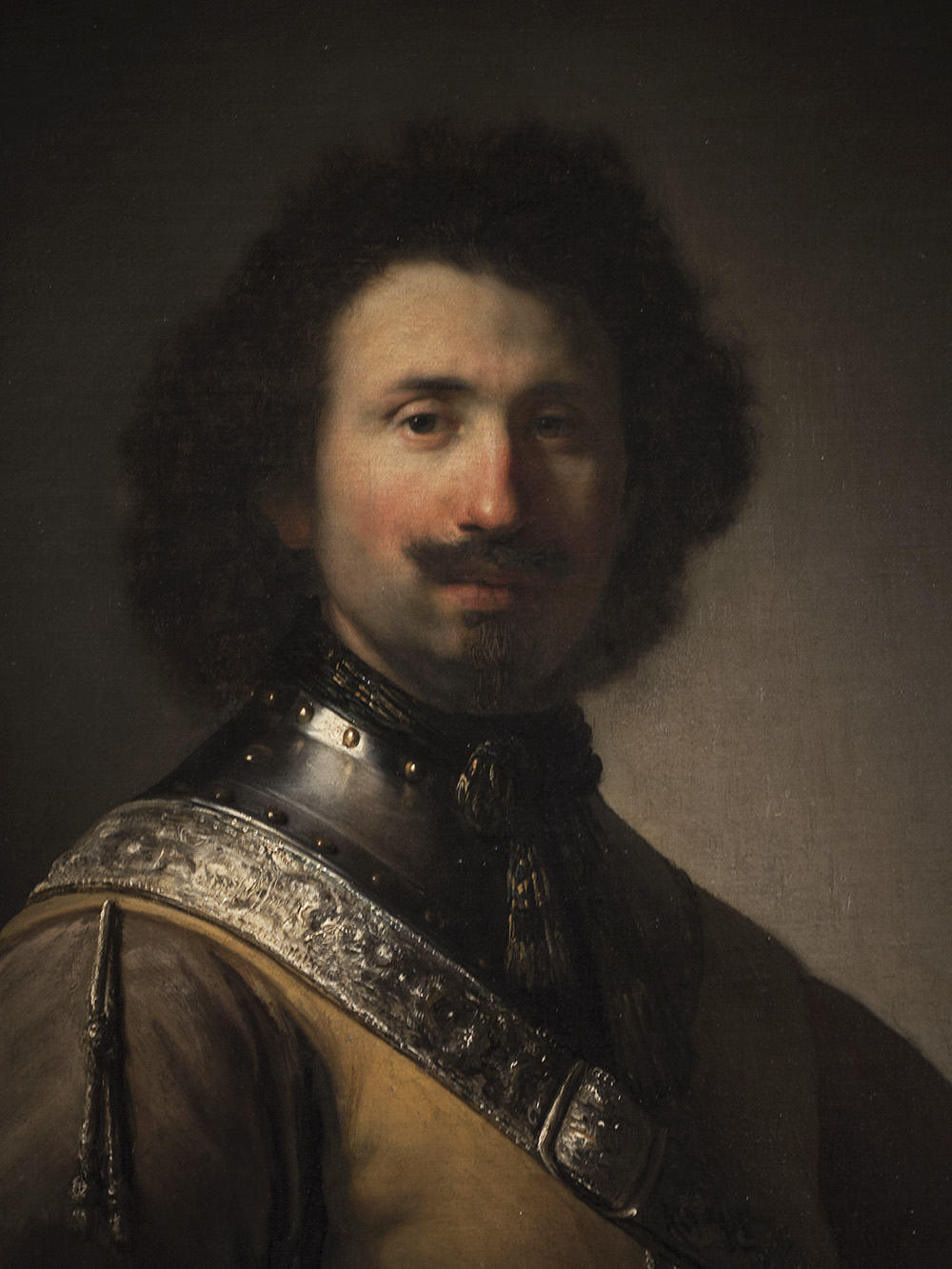
Rembrandt, Porträt von Joris de Caullery, 1632
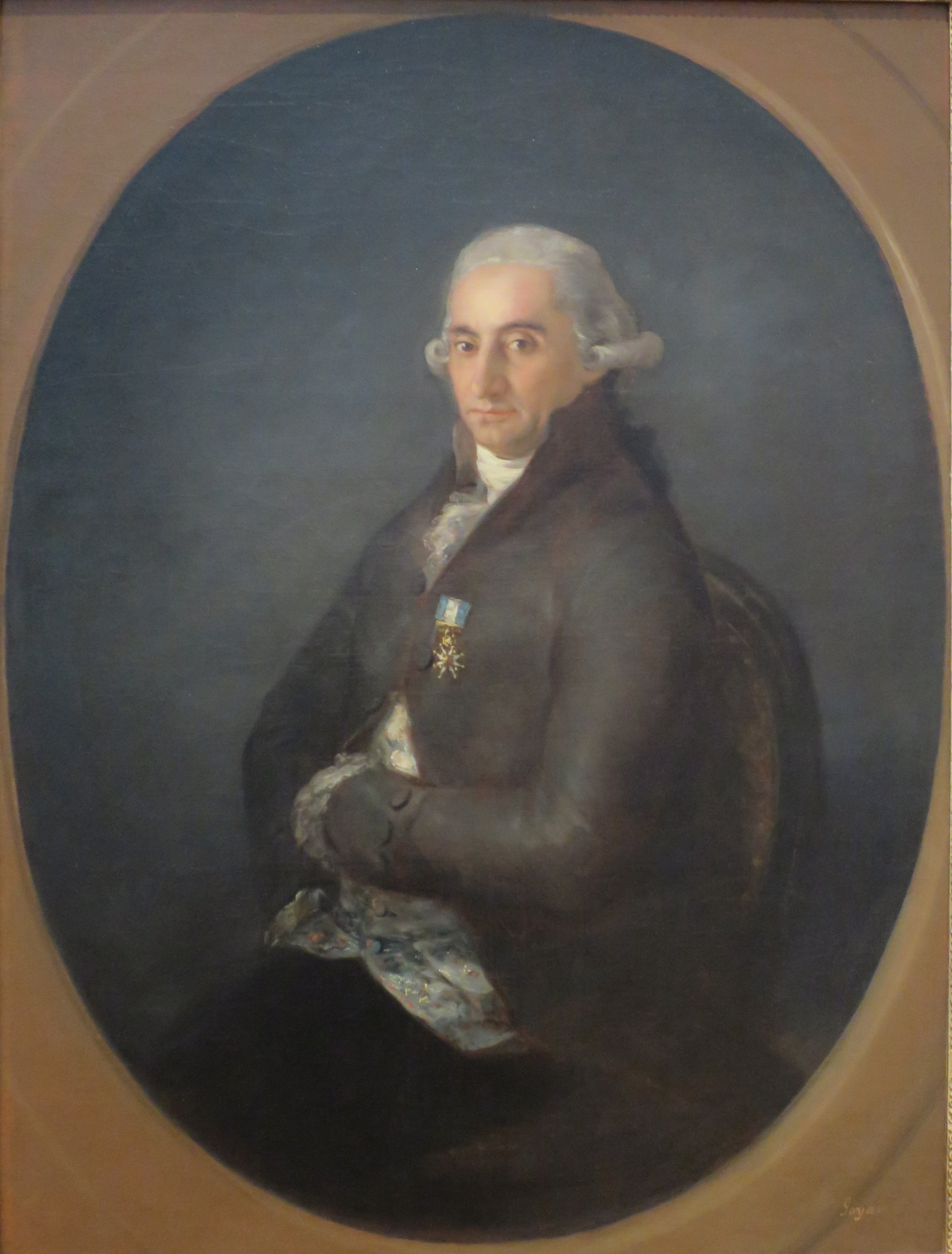
Francisco de Goya, Porträt von Ramón de Posada y Soto, 1794
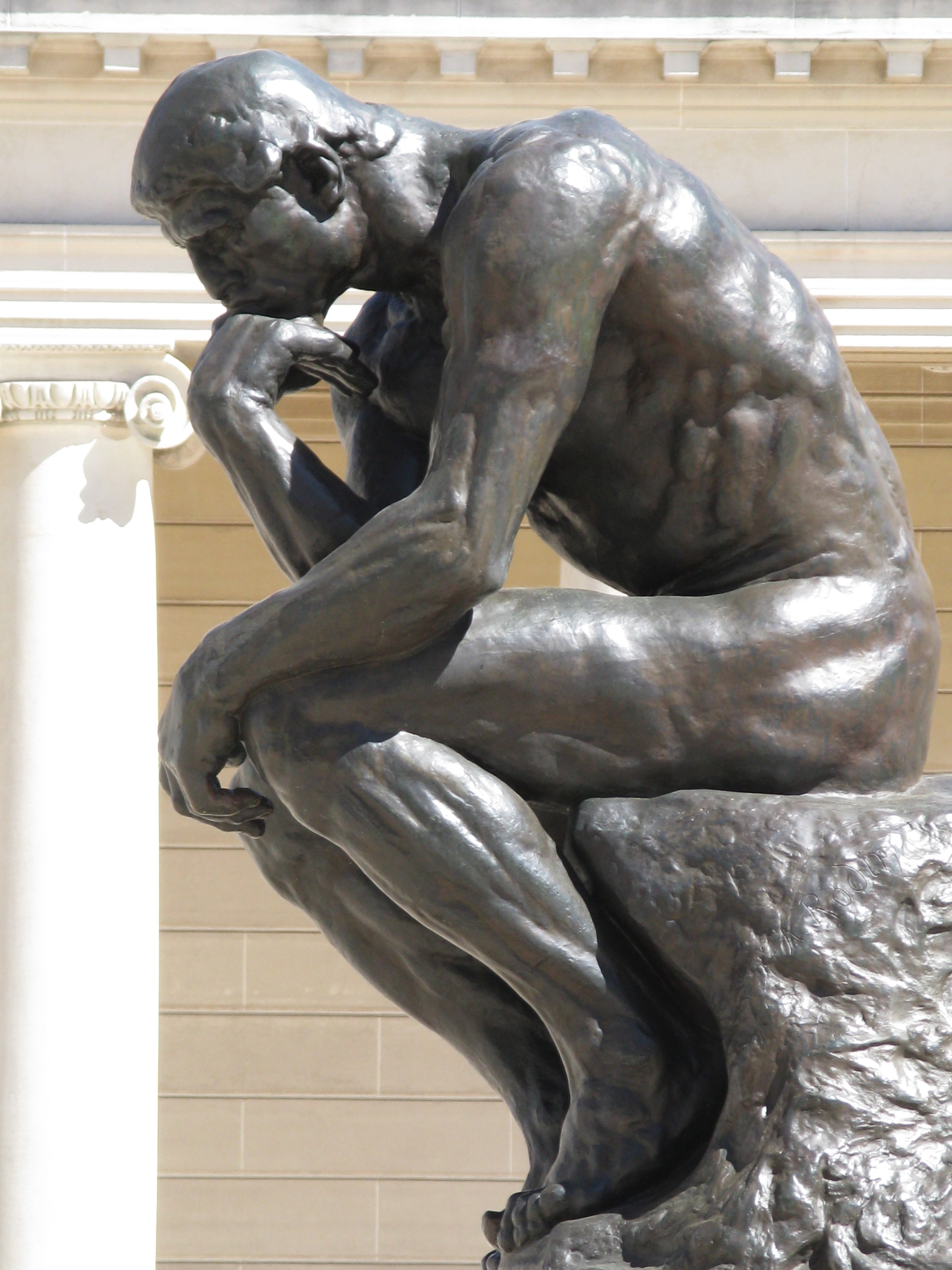
Auguste Rodin, Der Denker, ca. 1880
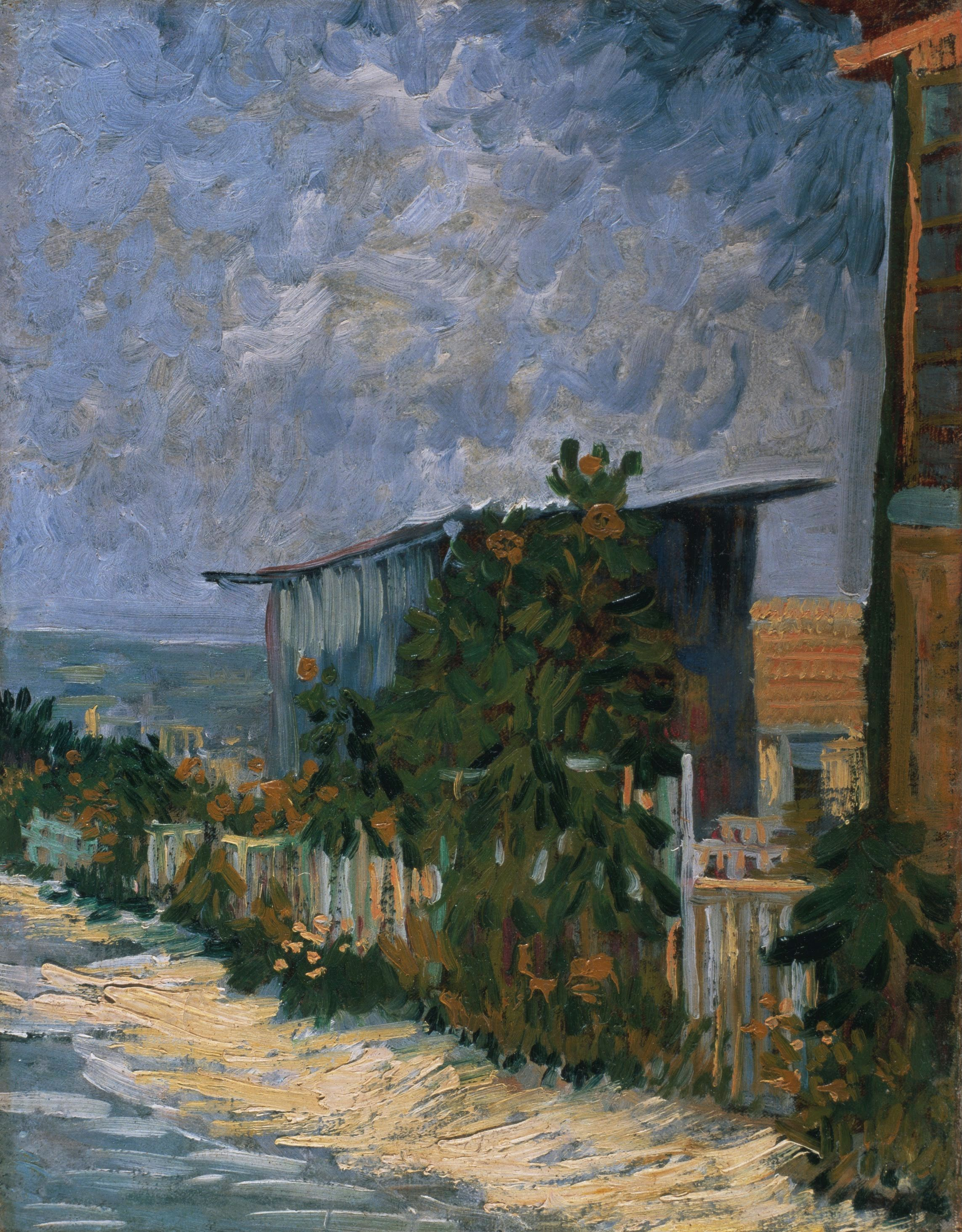
Vincent van Gogh, Schuppen am Montmartre mit Sonnenblume, 1887
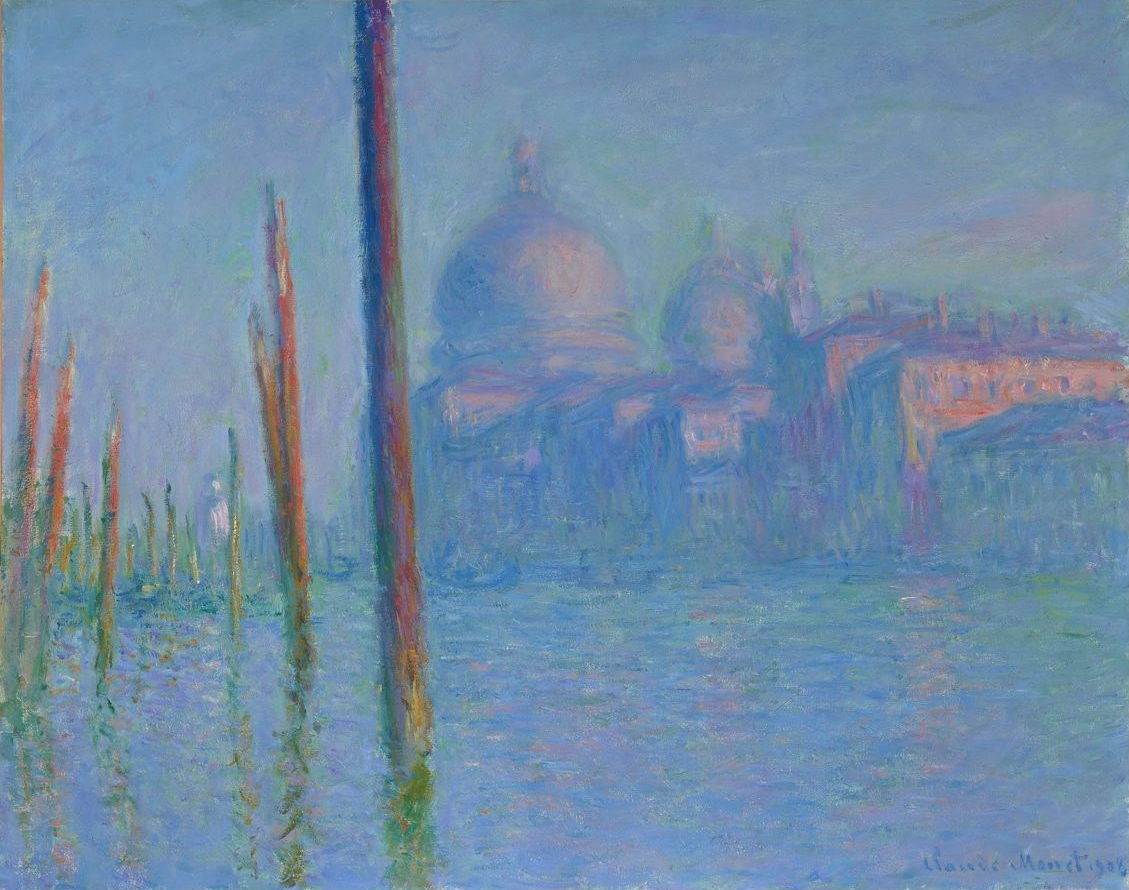
Claude Monet, Canal Grande, 1908

### Bildergalerie Kunsthandwerk, Möbel, Interieurs

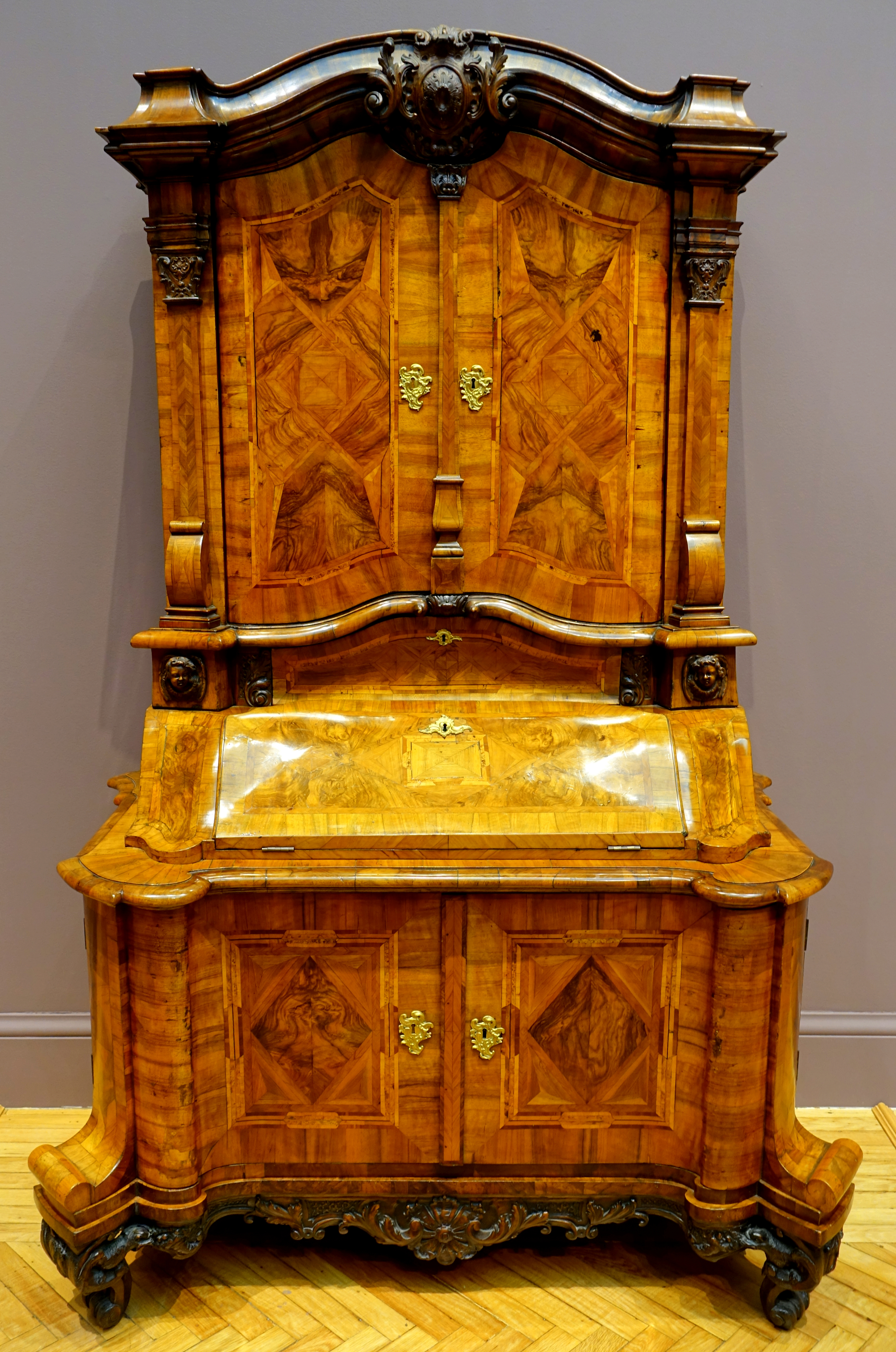
Sekretär, aus Würzburg, ca. 1760
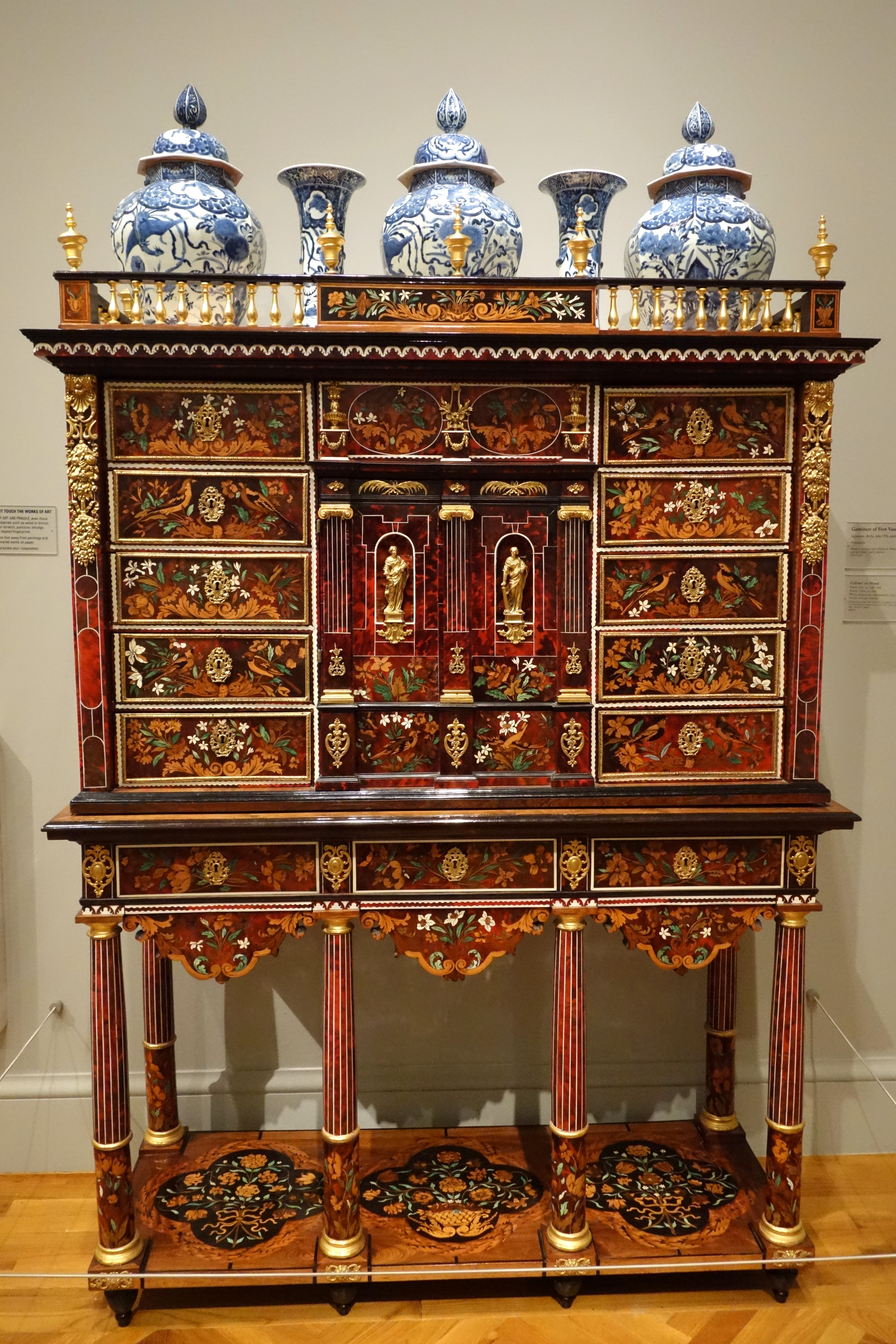
Pierre Gole, Kommode, Paris, ca. 1660
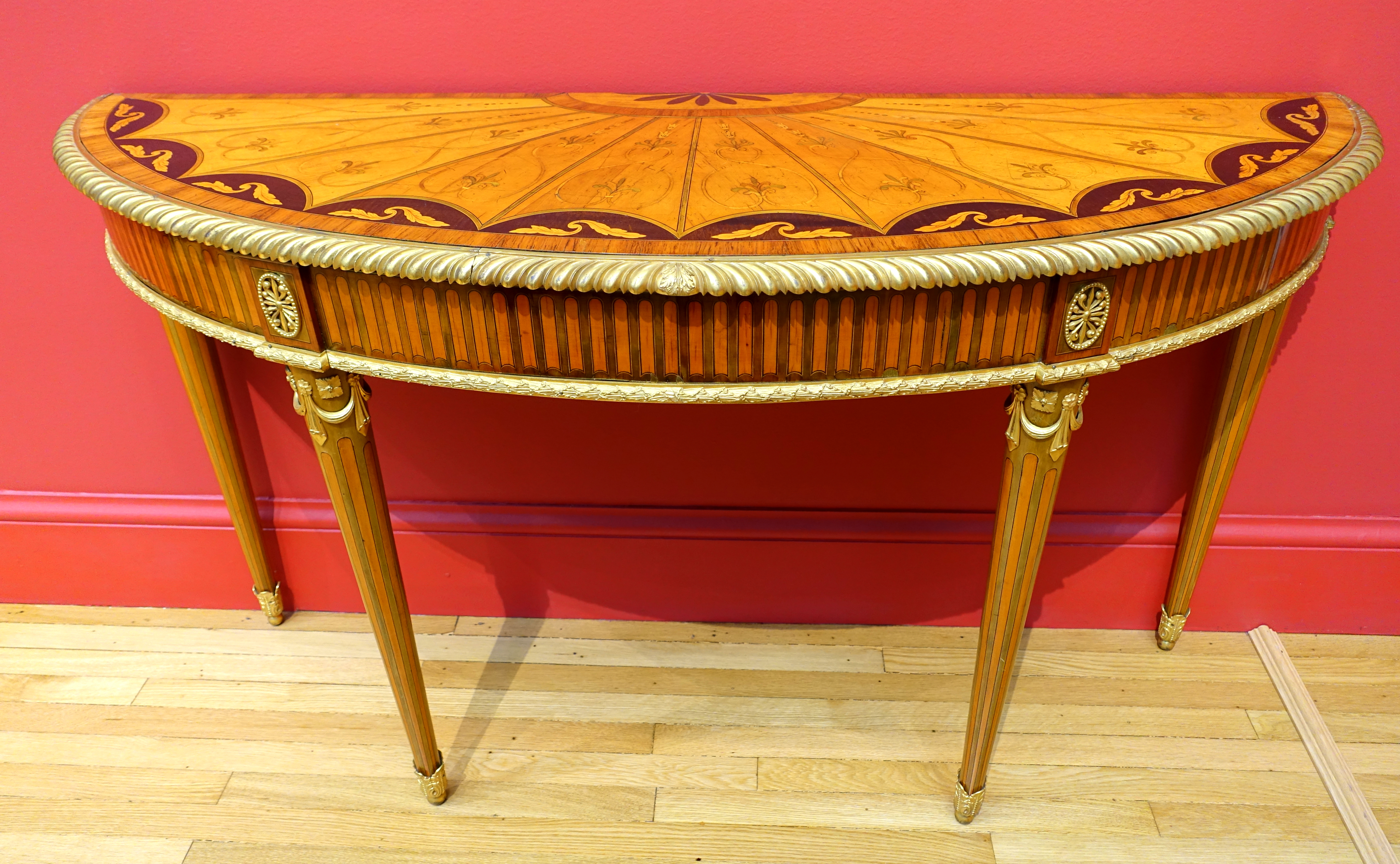
John Linnell, Tisch, England, ca. 1775
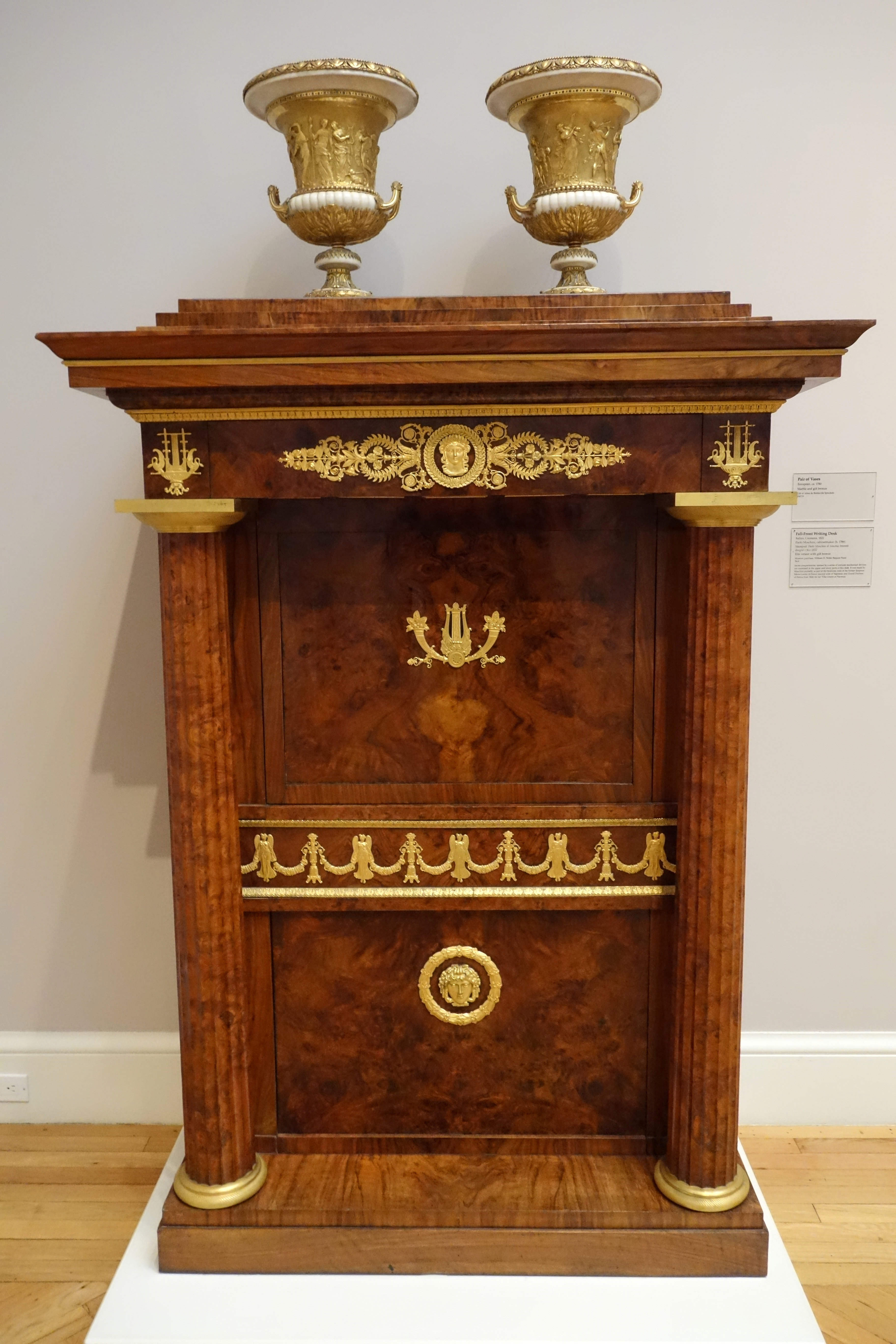
Paolo Moschini, Sekretär, Cremona, 1822
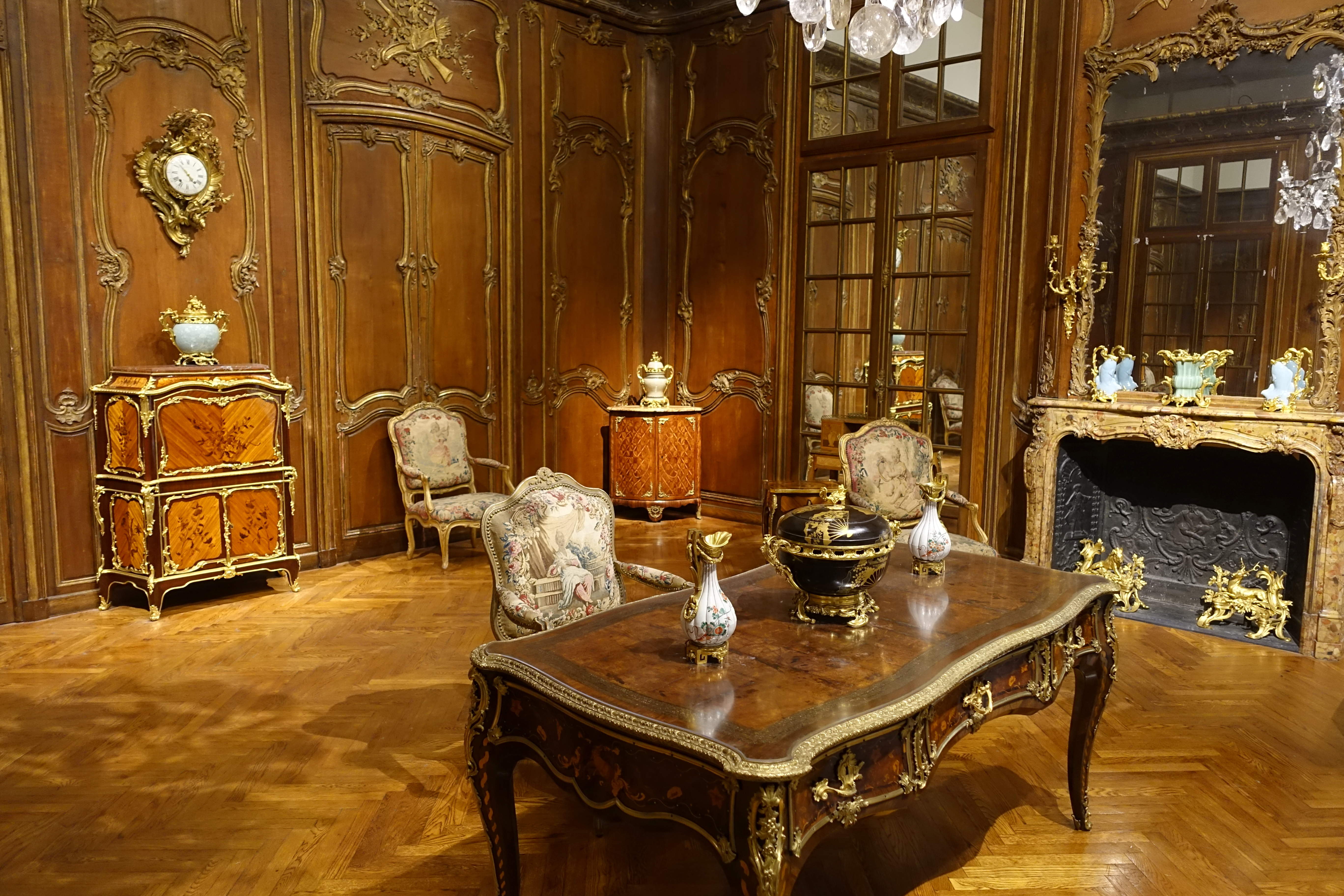
Interieur aus Frankreich, ca. 1740–1763
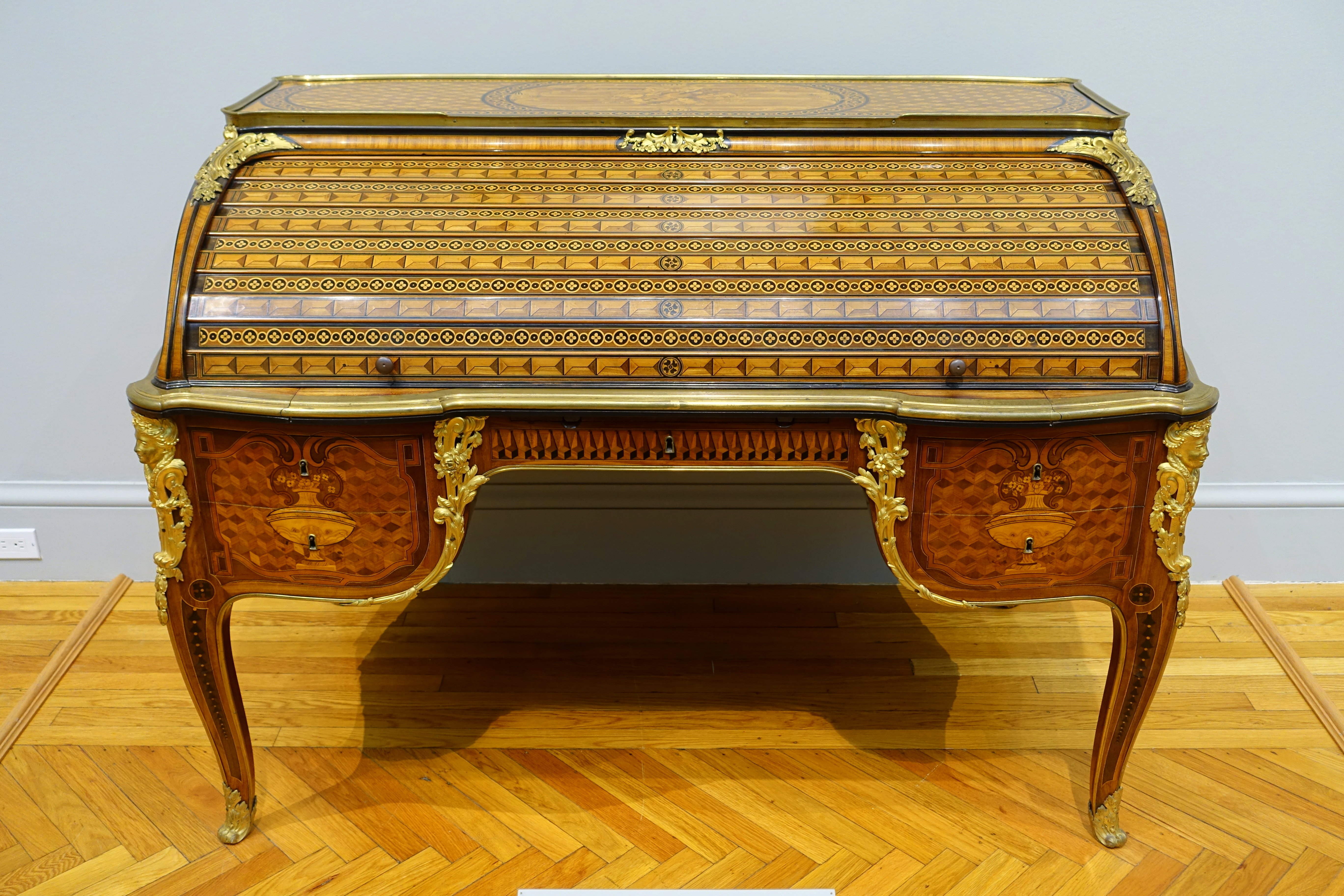
Jose Canops, Tisch mit Abdeckung, ca. 1785
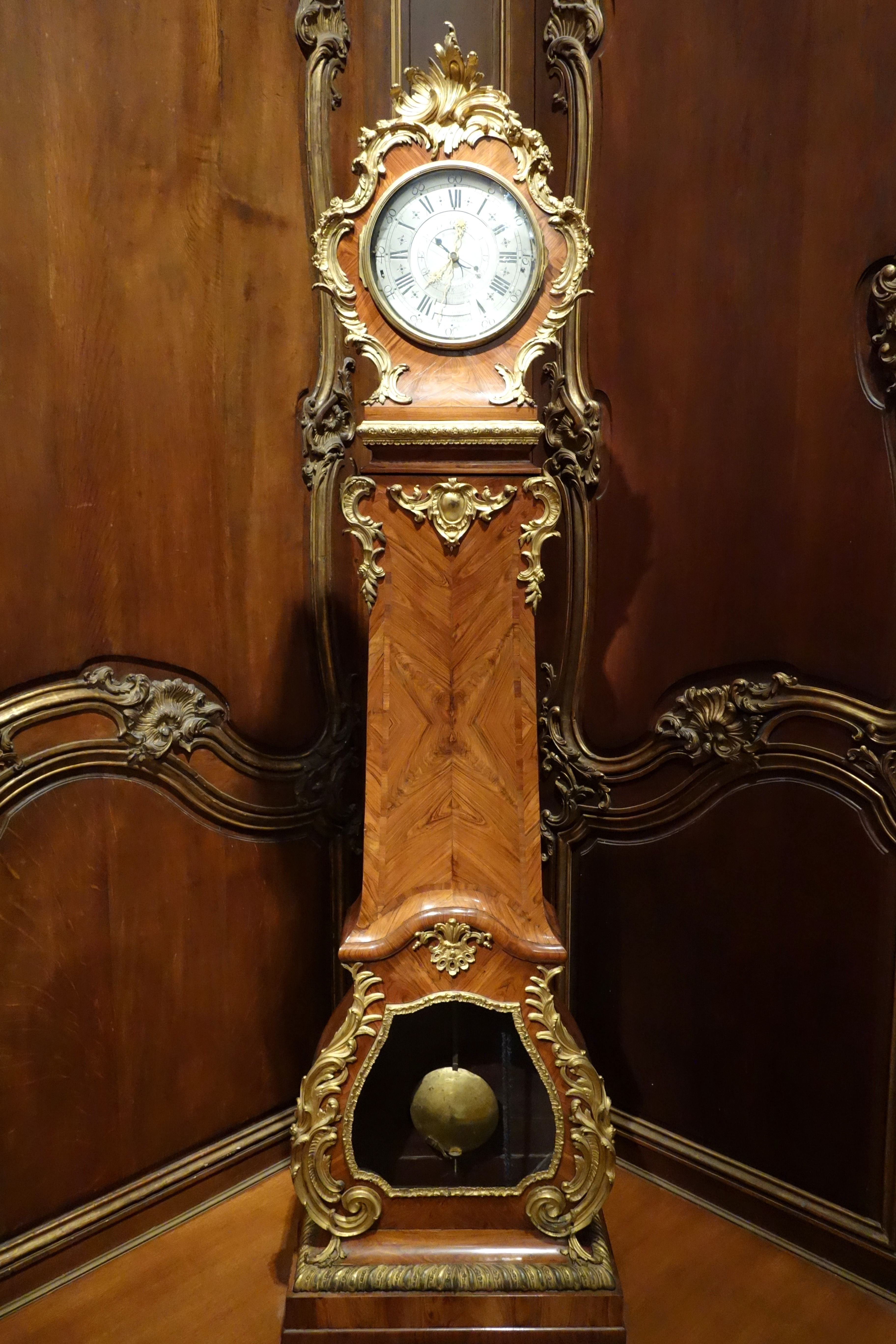
Standuhr, Frankreich, ca. 1745–1749, Uhrwerk von Julien le Roy, 1730

### Bildergalerie Achenbach Foundation for Graphic Arts

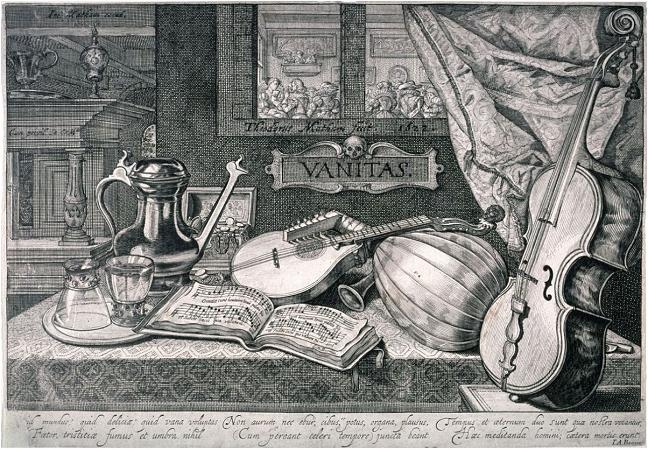
Theodor Matham, Vanitas, 1622
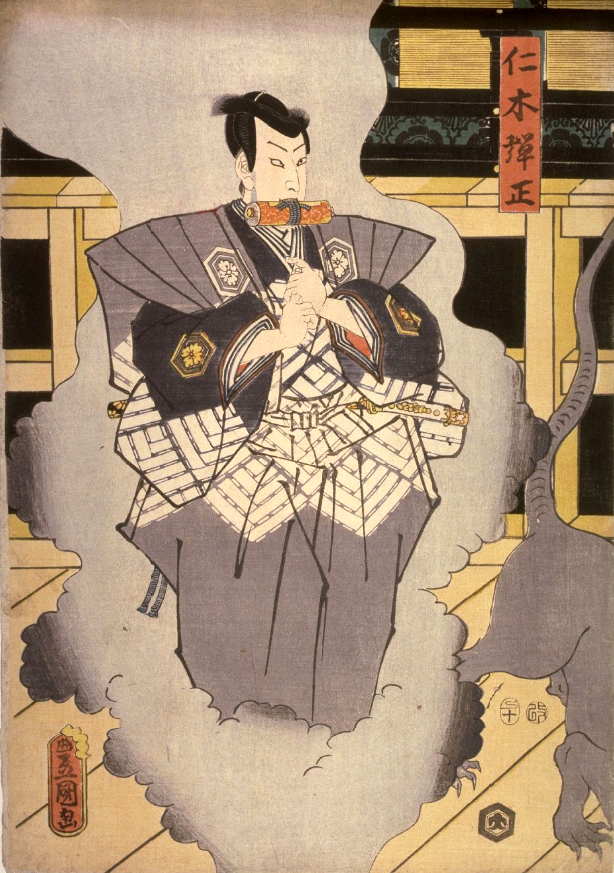
Holzschnitt, Darstellung des Schauspielers Bandô Hikosaburô V als Nikki Danjo, Japan, 1857
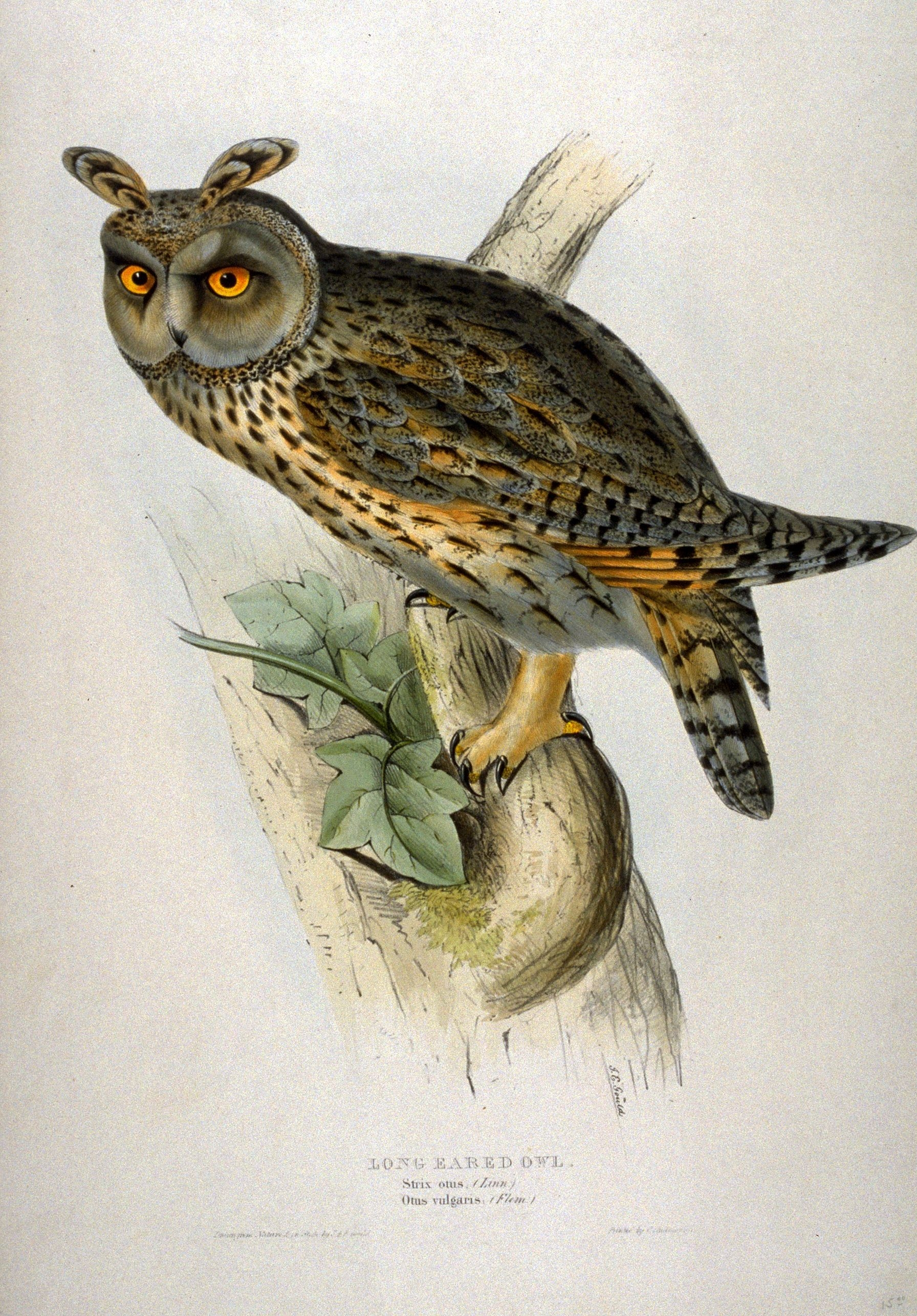
John Gould, Waldohreule, Lithografie, 19. Jh.
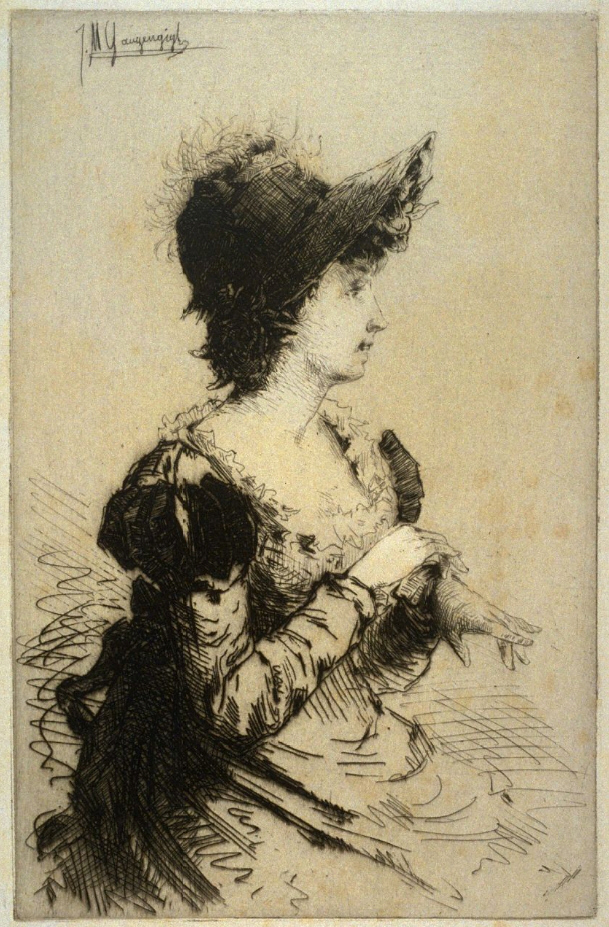
Ignaz Gaugengigl, Radierung
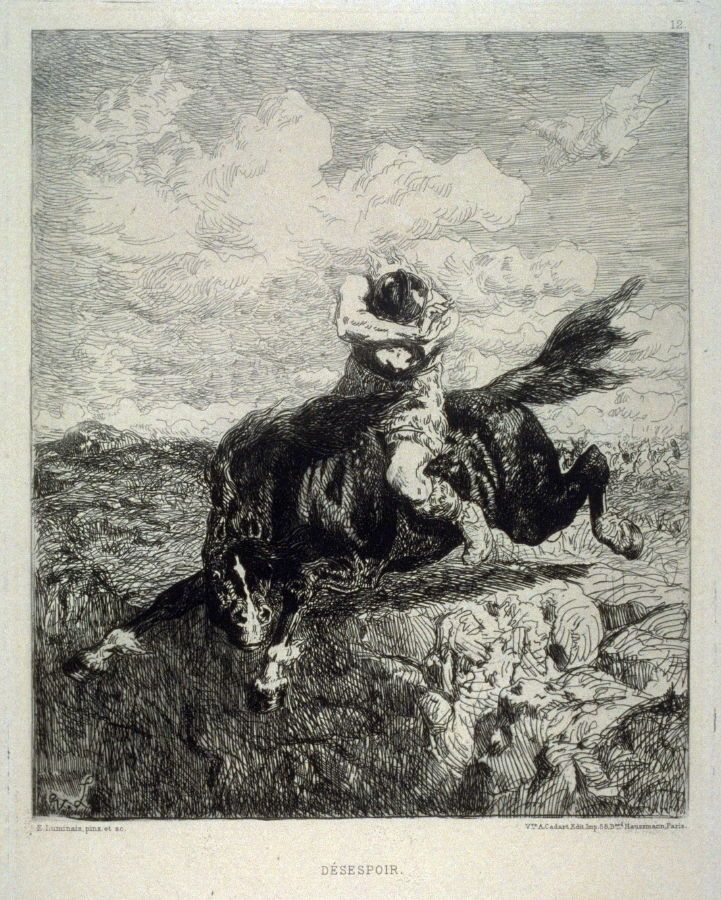
Évariste-Vital Luminais, Verzweiflung
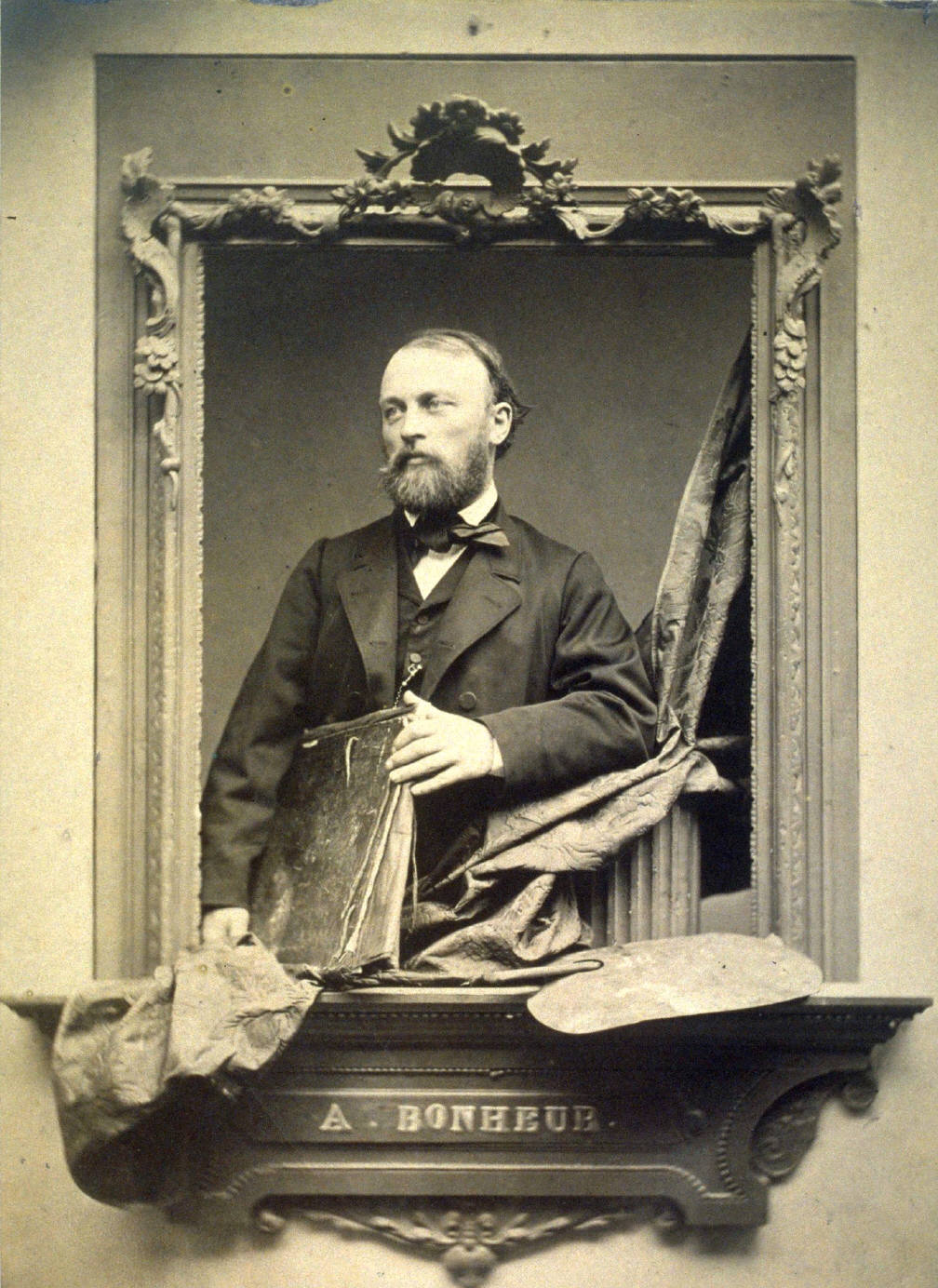
Adolphe-Jean-François-Marin Dallemagne, Porträt von Auguste-François Bonheur, Fotografie, ca. 1863
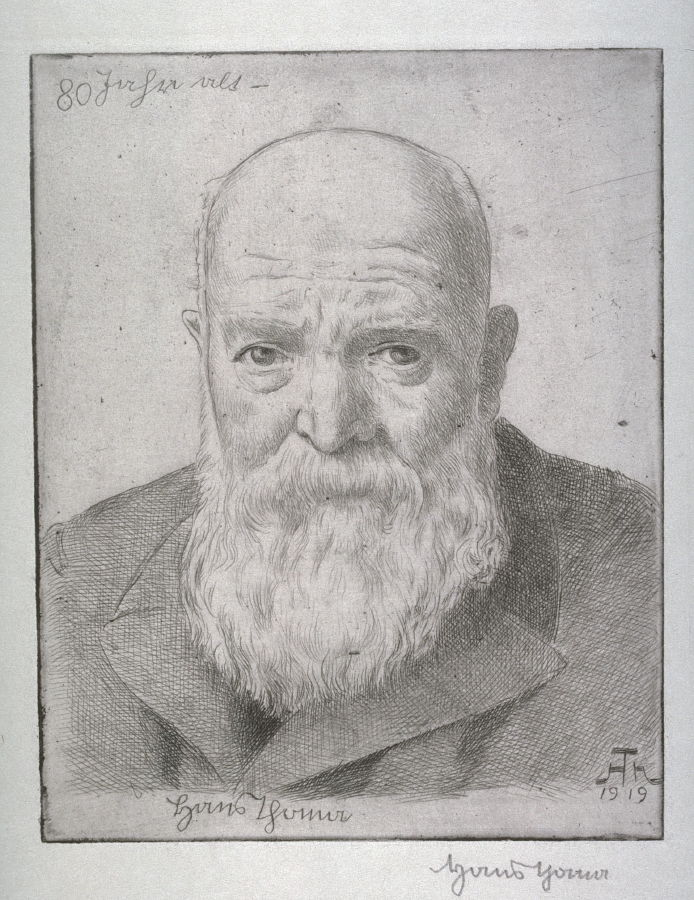
Hans Thoma, Selbstporträt im Alter von 80, Kaltnadelradierung, 1919

## Mediale Darstellungen
Im Kinofilm Vertigo (1958) von Alfred Hitchcock spielt eine Schlüsselszene im Museum Legion of Honor. Die Filmfigur der Madeleine Elster besucht das Museum und betrachtet dort lange und intensiv ein Gemälde, welches – die ebenfalls fiktive Person – Carlotta Valdes darstellt, mit der sie schicksalhaft verbunden zu sein scheint. Das Gemälde war eine Filmrequisite und gehört nicht zur Sammlung des Museums.